# 1966 en littérature
| Années de la littérature : 1963 - 1964 - 1965 - 1966 - 1967 - 1968 - 1969    |
| Décennies de la littérature : 1930 - 1940 - 1950 - 1960 - 1970 - 1980 - 1990 |

Cet article présente les faits marquants de l'année 1966 en littérature.

## Évènements
Selon Antoine Compagnon, l'année 1966 est une "Annus mirabilis" (une année merveilleuse). Il y consacre son séminaire de 2011 au collège de France. Il a d'ailleurs présenté une chronologie de l'année 1965/1966qui s'étend, au-delà de l'histoire littéraire, à l'ensemble de la vie culturelle, cinématographique et politique.

## Presse
- Première parution du Magazine littéraire

## Parutions

### Essais
- Theodor W. Adorno (philosophe), Dialectique négative.
- Gilles Deleuze (philosophe), Le Bergsonisme, éd. Presses universitaires de France, 119 pages.
- Michel Foucault (philosophe), Les Mots et les Choses - une archéologie des sciences humaines (avril).
- Algirdas Julien Greimas (sémioticien), Sémantique structurale.
- Jacques Lacan (psychanalyste), Écrits (novembre).
- Susan Sontag (essayiste et romancière), Against Interpretation and Other Essays.

#### Nouvelles
- Dino Buzzati, Le K (paru en 1966 en Italie et en 1967 en France).

### Publications
- Louis Lachenal (1921-1955), Carnets du vertige. Texte intégral des mémoires de Lachenal, sa version de la conquête de l'Annapurna.

### Romans

#### Auteurs francophones
- Simone de Beauvoir, Les Belles Images.
- Jean-Louis Curtis, La Quarantaine, éd. Julliard.
- Marguerite Duras, Le Vice-Consul.
- Gabrielle Roy (canadienne), La Route d'Altamont.

#### Auteurs traduits
- Chinua Achebe (nigérian) :
  - A Man of the People.
  - traduction française de son roman de 1958 Le monde s'effondre, traduit par Michel Ligny aux éditions Présence africaine.
- Peter Abrahams (sud-africain), Cette île entre autres
- Truman Capote (américain), De sang-froid (In Cold Blood), éd. Gallimard. Roman de « non-fiction » où il suit le trajet de deux assassins et qui a inspiré plusieurs films.
- Philip K. Dick (américain), Les Androïdes rêvent-ils de moutons électriques ?.

#### Auteurs anglophones
- Jean Rhys, La Prisonnière des Sargasses, basé sur le classique britannique Jane Eyre (1847) de Charlotte Brontë

## Théâtre
- 16 avril : Les Paravents, de Jean Genet sont créés en France.
- 4 août : Au théâtre ce soir, émission télévisée de Pierre Sabbagh.

## Prix littéraires et récompenses

### Canada
- Prix du Gouverneur général 1966.

### France
- Prix Femina : Nature morte devant la fenêtre d'Irène Monesi.
- Prix Goncourt : Oublier Palerme d'Edmonde Charles-Roux.
- Prix Médicis : Une saison dans la vie d'Emmanuel de Marie-Claire Blais.
- Prix Renaudot : La Bataille de Toulouse de José Cabanis
- Prix Interallié : L'été finit sous les tilleuls de Kléber Haedens
- Grand prix du roman de l'Académie française : Une histoire française de François Nourissier
- Prix des Deux Magots : Une pyramide sur la mer de Michel Bataille

### Scandinavie
- Grand prix de littérature du Conseil nordique : Gunnar Ekelöf, Dīwān sur le prince d'Emgion

### International
- 20 octobre : Prix Nobel de littérature : Shmuel Yosef Agnon (Israélien), Nelly Sachs (Suédoise d’origine juive allemande).

## Principales naissances
- 19 janvier : Laurent Kupferman, écrivain essayiste français († 2 juillet 2025)
- Nadeem Aslam, écrivain britannique d'origine pakistanaise
- 27 février : Emmanuel Maury, haut fonctionnaire et écrivain français
- 17 avril : José Pliya, écrivain et acteur français et béninois († 12 avril 2025)
- 9 juillet : Amélie Nothomb, romancière belge
- 2 septembre : Isabelle Lorédan, romancière et nouvelliste française

## Principaux décès
- 21 janvier : Jean Galtier-Boissière, écrivain et journaliste français, 75 ans.
- 12 février : Elio Vittorini, écrivain italien; 57 ans.
- 5 mars : Anna Akhmatova, poétesse russe, 76 ans.
- 2 avril : Cecil Scott Forester, écrivain britannique, 67 ans.
- 10 avril : Evelyn Waugh, romancier satirique anglais, 63 ans.
- 13 avril : Georges Duhamel, romancier français, membre de l'Académie, 82 ans.
- 23 avril : Emilio Lascano Tegui, homme de lettres et diplomate argentin, 78 ans.
- 6 août : Cordwainer Smith, auteur américain de science-fiction, mort à 53 ans.
- 28 septembre : André Breton, écrivain français, 70 ans.
- 15 décembre : Walt Disney, dessinateur et cinéaste américain.